# Lista de prefeitos de Rio Branco
Esta é a lista de prefeitos do município de Rio Branco, estado brasileiro do Acre.
Partidos

      Partido Republicano Conservador
      Partido Republicano Municipalista
      Partido Republicano Progressista
      Partido Moderador Brasileiro
      Partido Libertador
      Partido Republicano
      Partido Social Democrático
      Partido Social Progressista
      Partido Republicano Democrático
      União Democrática Nacional
      Partido Social Trabalhista
      Partido Trabalhista Brasileiro
      Partido Democrata Cristão
      Progressistas (anteriormente Partido Democrático Social e Aliança Renovadora Nacional)
      Partido do Movimento Democrático Brasileiro
      Partido dos Trabalhadores
      Partido Socialista Brasileiro
| Nº | Nome                            | Imagem                | Partido                                          | Início do mandato       | Fim do mandato                           | Observações                                                                           |
| 1  | João de Oliveira Rola           |                       | Partido Republicano Conservador PRC              | 15 de fevereiro de 1913 | 6 de janeiro de 1914                     | Intendente nomeado pelo governo estadual.                                             |
| 2  | Joaquim Domingues Carneiro      |                       | Partido Republicano Conservador PRC              | 7 de janeiro de 1914    | 10 de junho de 1915                      | Intendente nomeado pelo governo estadual.                                             |
| 3  | Epaminondas Jácome              |                       | Partido Republicano Municipalista PRM            | 11 de Junho de 1915     | 10 de Junho de 1918                      | Intendente nomeado pelo governo estadual.                                             |
| 4  | Teófilo Maia de Lima            |                       | Partido Republicano Conservador PRC              | 11 de Junho de 1918     | 30 de Junho de 1919                      | Intendente nomeado pelo governo estadual.                                             |
| 5  | Ramiro Afonso Guerreiro Jr      |                       | Partido Republicano Progressista PRP             | 1° de julho de 1919     | 17 de outubro de 1919                    | Intendente nomeado pelo governo estadual.                                             |
| 6  | Edson Mendes de Oliveira        |                       | Partido Republicano Conservador PRC              | 18 de outubro de 1919   | 8 de maio de 1920                        | Intendente nomeado pelo governo estadual.                                             |
| 7  | Antônio Ferreira Brasil         |                       | Partido Moderador Brasileiro PMB                 | 9 de maio de 1920       | 4 de junho de 1920                       | Intendente nomeado pelo governo estadual.                                             |
| 8  | Eduardo Freire de Carvalho Jr   |                       | Partido Republicano Conservador PRC              | 5 de junho de 1920      | 1° de setembro de 1920                   | Intendente nomeado pelo governo estadual.                                             |
| 9  | Antônio Ferreira Brasil         |                       | Partido Moderador Brasileiro PMB                 | 2 de setembro de 1920   | 2 de janeiro de 1921                     | Intendente nomeado pelo governo estadual.                                             |
| 10 | João Donato de Oliveira         |                       | Partido Republicano Progressista PRP             | 3 de janeiro de 1921    | 22 de junho de 1922                      | Intendente nomeado pelo governo estadual.                                             |
| —  | Manuel Duarte de Menezes        |                       | Partido Republicano Progressista PRP             | 23 de junho de 1922     | 27 de junho de 1922                      | Interino                                                                              |
| 11 | João Donato de Oliveira         |                       | Partido Republicano Progressista PRP             | 28 de junho de 1922     | 3 de setembro de 1922                    | Intendente nomeado pelo governo estadual.                                             |
| 12 | Ramiro Afonso Guerreiro Jr      |                       | Partido Republicano Progressista PRP             | 4 de setembro de 1922   | 2 de janeiro de 1923                     | Intendente nomeado pelo governo estadual.                                             |
| —  | Adolpho Barbosa Leite           |                       | Partido Republicano Progressista PRP             | 3 de janeiro de 1923    | 16 de janeiro de 1923                    | Interino                                                                              |
| 13 | Antônio Ferreira Brasil         |                       | Partido Moderador Brasileiro PMB                 | 17 de janeiro de 1923   | 19 de março de 1924                      | Intendente nomeado pelo governo estadual.                                             |
| —  | José Augusto Maria Filho        |                       | Partido Moderador Brasileiro PMB                 | 20 de março de 1924     | 21 de março de 1924                      | Interino                                                                              |
| —  | Antônio Ferreira Brasil         |                       | Partido Moderador Brasileiro PMB                 | 22 de março de 1924     | 21 de março de 1926                      | Intendente nomeado pelo governo estadual, de volta ao cargo.                          |
| 14 | Adolpho Barbosa Leite           |                       | Partido Republicano Progressista PRP             | 22 de março de 1926     | 20 de junho de 1926                      | Intendente nomeado pelo governo estadual.                                             |
| 15 | Álvaro Arnoso de Mello Leitão   |                       | Partido Libertador PL                            | 21 de junho de 1926     | 30 de junho de 1927                      | Intendente nomeado pelo governo estadual.                                             |
| 16 | Marcílio Fernandes Bastos       |                       | Partido Libertador PL                            | 1° de julho de 1927     | 26 de dezembro de 1927                   | Intendente nomeado pelo governo estadual.                                             |
| 17 | Virgílio Esteves de Lima        |                       | Partido Republicano Progressista PRP             | 27 de dezembro de 1927  | 19 de abril de 1928                      | Intendente nomeado pelo governo estadual.                                             |
| 18 | Alberto José Martin             |                       | Partido Republicano Progressista PRP             | 20 de abril de 1928     | 31 de outubro de 1930                    | Intendente nomeado pelo governo estadual.                                             |
| 19 | Hélio Abreu                     |                       | Partido Republicano Progressista PRP             | 1° de novembro de 1930  | 15 de setembro de 1931                   | Prefeito nomeado pelo governo estadual. Primeiro a receber a nomenclatura "prefeito". |
| 20 | Amaro Theodoro Damasceno Jr     |                       | Partido Republicano Conservador PRC              | 16 de setembro de 1931  | 12 de julho de 1932                      | Prefeito nomeado pelo governo estadual.                                               |
| 21 | Hélio Abreu                     |                       | Partido Republicano Progressista PRP             | 13 de julho de 1932     | 2 de maio de 1933                        | Prefeito nomeado pelo governo estadual.                                               |
| 22 | Nathalino da Silveira Brito     |                       | Partido Republicano Conservador PRC              | 3 de maio de 1933       | 28 de fevereiro de 1935                  | Prefeito nomeado pelo governo estadual.                                               |
| —  | Nilo Bezerra de Oliveira        |                       | Partido Republicano PR                           | 1° de março de 1935     | 14 de abril de 1935                      | Interino                                                                              |
| 23 | José de Matos Barros            |                       | Partido Republicano PR                           | 15 de abril de 1935     | 10 de dezembro de 1935                   | Prefeito nomeado pelo governo estadual.                                               |
| 24 | Virgílio Esteves de Lima        |                       | Partido Republicano Progressista PRP             | 11 de dezembro de 1935  | 14 de julho de 1936                      | Prefeito nomeado pelo governo estadual.                                               |
| 25 | Nilo Bezerra de Oliveira        |                       | Partido Republicano PR                           | 15 de julho de 1936     | 28 de fevereiro de 1941                  | Prefeito nomeado pelo governo estadual.                                               |
| —  | Manoel Fontenelle de Castro     |                       | Partido Social Democrático PSD                   | 1° de março de 1941     | 12 de março de 1942                      | Interino                                                                              |
| —  | Francisco Ângelo da Silva       |                       | Partido Social Progressista PSP                  | 13 de março de 1942     | 17 de abril de 1942                      | Interino                                                                              |
| 26 | Adolpho Barbosa Leite           |                       | Partido Republicano Democrático PRD              | 18 de abril de 1942     | 12 de novembro de 1942                   | Prefeito nomeado pelo governo estadual.                                               |
| 27 | Manoel Fontenelle de Castro     |                       | Partido Social Democrático PSD                   | 13 de novembro de 1942  | 31 de julho de 1944                      | Prefeito nomeado pelo governo estadual.                                               |
| —  | Ismael Gomes de Carvalho        |                       | Partido Republicano Democrático PRD              | 1° de agosto de 1944    | 2 de setembro de 1944                    | Interino                                                                              |
| 28 | Adolpho Barbosa Leite           |                       | Partido Republicano Progressista PRP             | 3 de setembro de 1944   | 6 de agosto de 1945                      | Prefeito nomeado pelo governo estadual.                                               |
| 29 | Ismael Gomes de Carvalho        |                       | Partido Republicano Democrático PRD              | 7 de agosto de 1945     | 19 de setembro de 1945                   | Prefeito nomeado pelo governo estadual.                                               |
| 30 | Jayme de Mendonça               |                       | Partido Social Democrático PSD                   | 20 de setembro de 1945  | 2 de dezembro de 1945                    | Prefeito nomeado pelo governo estadual.                                               |
| 31 | Francisco Custódio Freire       |                       | Partido Social Democrático PSD                   | 3 de dezembro de 1945   | 1° de janeiro de 1948                    | Prefeito nomeado pelo governo estadual.                                               |
| 32 | Jorge Lavocat                   |                       | União Democrática Nacional UDN                   | 2 de janeiro de 1948    | 22 de setembro de 1952                   | Prefeito nomeado pelo governo estadual.                                               |
| 33 | João Batista Stehling           |                       | Partido Social Progressista PSP                  | 23 de setembro de 1952  | 17 de abril de 1953                      | Prefeito nomeado pelo governo estadual.                                               |
| 34 | Rubens Lameira de Carvalho      |                       | Partido Social Progressista PSP                  | 18 de abril de 1953     | 2 de abril de 1954                       | Prefeito nomeado pelo governo estadual.                                               |
| 35 | Manoel Vargues Matoso           |                       | Partido Social Trabalhista PST                   | 3 de abril de 1954      | 5 de novembro de 1954                    | Prefeito nomeado pelo governo estadual.                                               |
| 36 | Manoel Fontenelle de Castro     |                       | Partido Social Democrático PSD                   | 6 de novembro de 1954   | 11 de abril de 1955                      | Prefeito nomeado pelo governo estadual.                                               |
| 37 | Fernando Paulo Pessoa Andrade   |                       | Partido Social Progressista PSP                  | 12 de abril de 1955     | 4 de abril de 1956                       | Prefeito nomeado pelo governo estadual.                                               |
| —  | Gesner Maciel de Lemos          |                       | Partido Social Trabalhista PST                   | 5 de abril de 1956      | 6 de maio de 1956                        | Interino                                                                              |
| 38 | Jorge Lavocat                   |                       | Partido Social Progressista PSP                  | 7 de maio de 1956       | 14 de dezembro de 1958                   | Prefeito nomeado pelo governo estadual.                                               |
| 39 | Geraldo Mesquita                |                       | Partido Social Democrático PSD                   | 15 de dezembro de 1958  | 26 de julho de 1960                      | Prefeito nomeado pelo governo estadual.                                               |
| 40 | Milton de Mattos Rocha          |                       | Partido Social Democrático PSD                   | 27 de julho de 1960     | 27 de janeiro de 1961                    | Prefeito nomeado pelo governo estadual.                                               |
| 41 | Goldwasser Ferreira Santos      |                       | Partido Social Democrático PSD                   | 28 de janeiro de 1961   | 7 de novembro de 1961                    | Prefeito nomeado pelo governo estadual.                                               |
| 42 | Milton de Mattos Rocha          |                       | Partido Social Democrático PSD                   | 8 de novembro de 1961   | 18 de outubro de 1962                    | Prefeito nomeado pelo governo estadual.                                               |
| 43 | Raimundo Hermínio de Melo       |                       | Partido Trabalhista Brasileiro PTB               | 19 de outubro de 1962   | 30 de julho de 1963                      | Prefeito nomeado pelo governo estadual.                                               |
| 44 | Alfredo Arantes Meira Filho     |                       | Partido Trabalhista Brasileiro PTB               | 31 de julho de 1963     | 6 de outubro de 1963                     | Prefeito nomeado pelo governo estadual.                                               |
| 45 | Annibal Miranda Ferreira Cunha  |                       | Partido Trabalhista Brasileiro PTB               | 7 de outubro de 1963    | 13 de maio de 1964                       | Prefeito nomeado pelo governo estadual.                                               |
| —  | João Rodrigues de Souza         |                       | Partido Democrata Cristão PDC                    | 14 de maio de 1964      | 20 de maio de 1964                       | Interino                                                                              |
| 46 | Annibal Miranda Ferreira Cunha  |                       | Partido Trabalhista Brasileiro PTB               | 21 de maio de 1964      | 22 de janeiro de 1965                    | Prefeito nomeado pelo governo estadual.                                               |
| —  | Cláudio Teixeira de Albuquerque |                       | Partido Social Democrático PSD                   | 23 de janeiro de 1965   | 23 de janeiro de 1965                    | Interino                                                                              |
| 47 | Raimundo Hermínio de Melo       |                       | Partido Trabalhista Brasileiro PTB               | 24 de janeiro de 1965   | 30 de julho de 1965                      | Prefeito nomeado pelo governo estadual.                                               |
| —  | Annibal Miranda Ferreira Cunha  |                       | Partido Trabalhista Brasileiro PTB               | 31 de julho de 1965     | 1° de agosto de 1965                     | Interino                                                                              |
| —  | Raimundo Hermínio de Melo       |                       | Partido Trabalhista Brasileiro PTB               | 2 de agosto de 1965     | 30 de janeiro de 1966                    | Prefeito nomeado pelo governo estadual, de volta ao cargo.                            |
| 48 | Wildy Viana                     |                       | União Democrática Nacional UDN                   | 31 de janeiro de 1966   | 11 de março de 1966                      | Presidente da câmara                                                                  |
| —  | Antônio Rodrigues Barbosa       |                       | União Democrática Nacional UDN                   | 12 de março de 1966     | 14 de março de 1966                      | Interino                                                                              |
| —  | Wildy Viana                     |                       | Aliança Renovadora Nacional ARENA                | 14 de março de 1966     | 15 de agosto de 1966                     | Presidente da câmara                                                                  |
| —  | João Rodrigues de Souza         |                       | Aliança Renovadora Nacional ARENA                | 16 de agosto de 1966    | 29 de setembro de 1966                   | Interino                                                                              |
| —  | Adauto Brito da Frota           |                       | Aliança Renovadora Nacional ARENA                | 30 de setembro de 1966  | 4 de outubro de 1966                     | Interino                                                                              |
| —  | Geraldo Madeira de Matos        |                       | Aliança Renovadora Nacional ARENA                | 5 de outubro de 1966    | 4 de dezembro de 1966                    | Interino                                                                              |
| —  | Alberto Barbosa da Costa        |                       | Aliança Renovadora Nacional ARENA                | 5 de dezembro de 1966   | 16 de janeiro de 1967                    | Interino                                                                              |
| —  | Adauto Brito da Frota           |                       | Aliança Renovadora Nacional ARENA                | 17 de janeiro de 1967   | 29 de janeiro de 1967                    | Interino                                                                              |
| —  | Alberto Barbosa da Costa        |                       | Aliança Renovadora Nacional ARENA                | 30 de janeiro de 1967   | 1° de fevereiro de 1967                  | Interino                                                                              |
| —  | Antônio Madeira de Matos        |                       | Aliança Renovadora Nacional ARENA                | 2 de fevereiro de 1967  | 15 de fevereiro de 1967                  | Interino                                                                              |
| 49 | Adauto Brito da Frota           |                       | Aliança Renovadora Nacional ARENA                | 16 de fevereiro de 1967 | 20 de julho de 1967                      | Prefeito nomeado pelo governo estadual.                                               |
| —  | Antônio Madeira de Matos        |                       | Aliança Renovadora Nacional ARENA                | 21 de julho de 1967     | 29 de junho de 1967                      | Interino                                                                              |
| —  | Adauto Brito da Frota           |                       | Aliança Renovadora Nacional ARENA                | 1967                    | 1967                                     | Interino                                                                              |
| —  | Antônio Madeira de Matos        |                       | Aliança Renovadora Nacional ARENA                | 1967                    | 3 de agosto de 1967                      | Interino                                                                              |
| —  | Adauto Brito da Frota           |                       | Aliança Renovadora Nacional ARENA                | 4 de agosto de 1967     | 19 de agosto de 1967                     | Interino                                                                              |
| —  | Antônio Madeira de Matos        |                       | Aliança Renovadora Nacional ARENA                | 20 de agosto de 1967    | 21 de agosto de 1967                     | Interino                                                                              |
| —  | Adauto Brito da Frota           |                       | Aliança Renovadora Nacional ARENA                | 22 de agosto de 1967    | 23 de agosto de 1967                     | Interino                                                                              |
| 50 | Raimundo Pinto Marques          |                       | Aliança Renovadora Nacional ARENA                | 24 de agosto de 1967    | 15 de maio de 1968                       | Prefeito nomeado pelo governo estadual.                                               |
| 51 | Adauto Brito da Frota           |                       | Aliança Renovadora Nacional ARENA                | 16 de maio de 1968      | 17 de julho de 1968                      | Prefeito nomeado pelo governo estadual.                                               |
| —  | Raimundo Pinto Marques          |                       | Aliança Renovadora Nacional ARENA                | 18 de julho de 1968     | 23 de julho de 1968                      | Interino                                                                              |
| —  | Adauto Brito da Frota           |                       | Aliança Renovadora Nacional ARENA                | 24 de julho de 1968     | 29 de novembro de 1968                   | Prefeito nomeado pelo governo estadual, de volta ao cargo.                            |
| 52 | Raimundo Pinto Marques          |                       | Aliança Renovadora Nacional ARENA                | 30 de novembro de 1968  | 7 de janeiro de 1969                     | Prefeito nomeado pelo governo estadual.                                               |
| —  | Adauto Brito da Frota           |                       | Aliança Renovadora Nacional ARENA                | 8 de janeiro de 1969    | 22 de janeiro de 1969                    | Interino                                                                              |
| —  | Raimundo Pinto Marques          |                       | Aliança Renovadora Nacional ARENA                | 23 de janeiro de 1969   | 29 de janeiro de 1969                    | Prefeito nomeado pelo governo estadual, de volta ao cargo.                            |
| 53 | Adauto Brito da Frota           |                       | Aliança Renovadora Nacional ARENA                | 30 de janeiro de 1969   | 7 de junho de 1971                       | Prefeito nomeado pelo governo estadual.                                               |
| 54 | José Durval Wanderley Dantas    |                       | Aliança Renovadora Nacional ARENA                | 8 de junho de 1971      | 22 de abril de 1975                      | Prefeito nomeado pelo governo estadual.                                               |
| 55 | Adauto Brito da Frota           |                       | Aliança Renovadora Nacional ARENA                | 23 de abril de 1975     | 16 de junho de 1977                      | Prefeito nomeado pelo governo estadual.                                               |
| 56 | Fernando Inácio dos Santos      |                       | Aliança Renovadora Nacional ARENA                | 17 de junho de 1977     | 28 de fevereiro de 1981                  | Prefeito nomeado pelo governo estadual.                                               |
| 57 | Flaviano Melo                   |                       | Partido do Movimento Democrático Brasileiro PMDB | 1° de março de 1981     | 28 de fevereiro de 1985                  | Prefeito nomeado pelo governo estadual.                                               |
| 58 | Adalberto Aragão                |                       | Partido Democrático Social PDS                   | 1° de março de 1985     | 28 de fevereiro de 1989                  | Prefeito eleito em sufrágio universal.                                                |
| 59 | Jorge Kalume                    |                       | Partido Democrático Social PDS                   | 1° de março de 1989     | 31 de dezembro de 1992                   | Prefeito eleito em sufrágio universal.                                                |
| 60 | Jorge Viana                     |                       | Partido dos Trabalhadores PT                     | 1° de janeiro de 1993   | 31 de dezembro de 1996                   | Prefeito eleito em sufrágio universal.                                                |
| 61 | Mauri Sérgio                    |                       | Partido do Movimento Democrático Brasileiro PMDB | 1° de janeiro de 1997   | 31 de dezembro de 2000                   | Prefeito eleito em sufrágio universal.                                                |
| 62 | Flaviano Melo                   |                       | Partido do Movimento Democrático Brasileiro PMDB | 1° de janeiro de 2001   | 5 de abril de 2002                       | Prefeito eleito em sufrágio universal.                                                |
| 63 | Isnard Bastos Barbosa Leite     |                       | Partido Progressista PP                          | 6 de abril de 2002      | 31 de dezembro de 2004                   | Vice                                                                                  |
| 64 | Raimundo Angelim                |                       | Partido dos Trabalhadores PT                     | 1º de janeiro de 2005   | 31 de dezembro de 2008                   | Prefeito eleito em sufrágio universal.                                                |
| 64 | Raimundo Angelim                | 1º de janeiro de 2009 | Partido dos Trabalhadores PT                     | 31 de dezembro de 2012  | Prefeito reeleito em sufrágio universal. |                                                                                       |
| 65 | Marcus Alexandre                |                       | Partido dos Trabalhadores PT                     | 1º de janeiro de 2013   | 31 de dezembro de 2016                   | Prefeito eleito em sufrágio universal.                                                |
| 65 | Marcus Alexandre                | 1º de janeiro de 2017 | Partido dos Trabalhadores PT                     | 6 de abril de 2018      | Prefeito reeleito renunciou o mandato.   |                                                                                       |
| 66 | Socorro Neri                    |                       | Partido Socialista Brasileiro PSB                | 6 de abril de 2018      | 31 de dezembro de 2020                   | Vice-prefeita eleita assumiu após a renúncia do titular.                              |
|    | Tião Bocalom                    |                       | Progressistas PP                                 | 1º de janeiro de 2021   | 31 de dezembro de 2024                   | Prefeito eleito em sufrágio universal.                                                |
| 67 | Tião Bocalom                    | Partido Liberal PL    | 1° de janeiro de 2025                            | Atual                   | Prefeito reeleito em sufrágio universal. |                                                                                       |